# フィリピン独立宣言

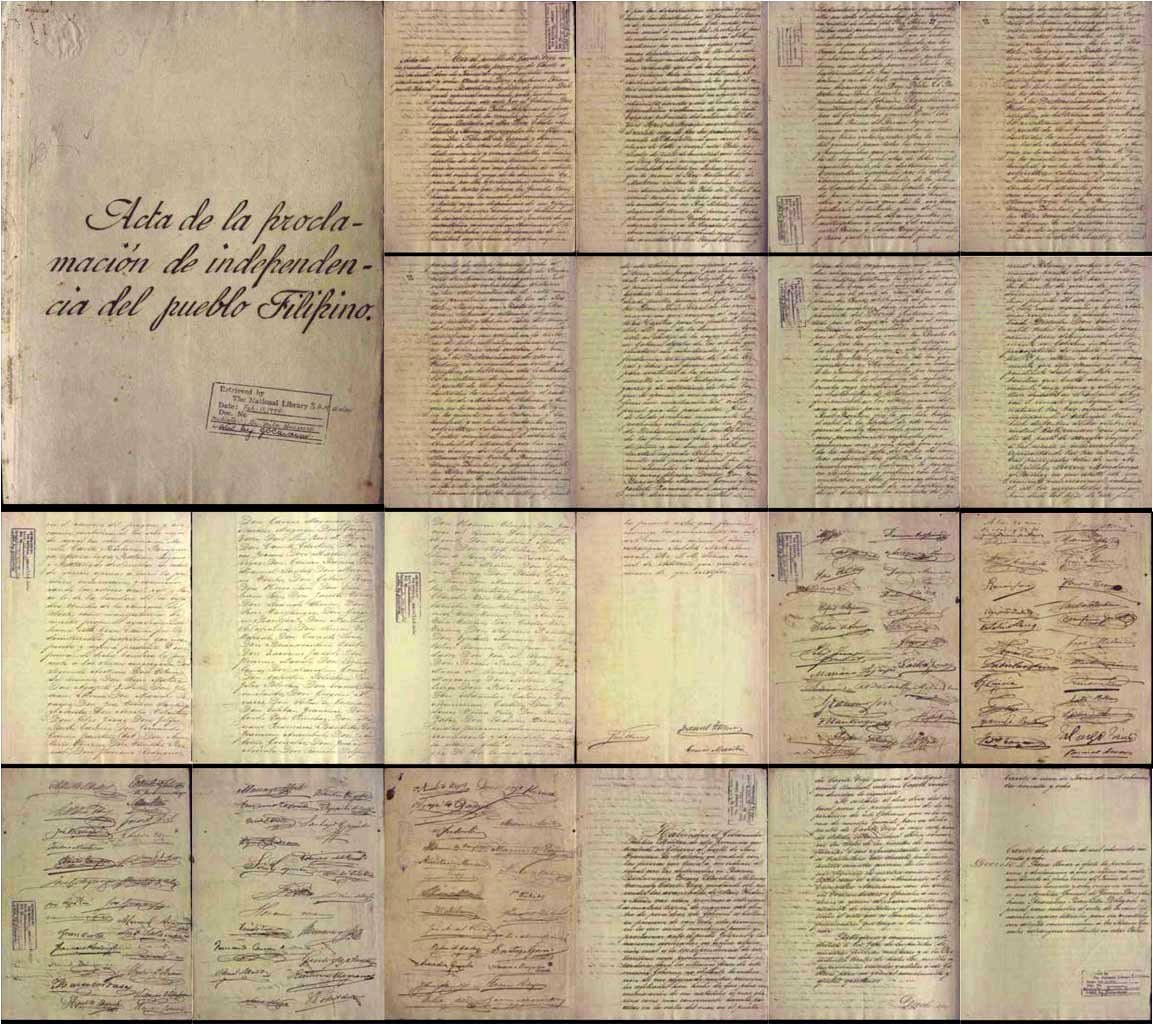
独立宣言の本稿草案の複製

フィリピン独立宣言（フィリピンどくりつせんげん、フィリピン語：Pagpapahayag ng Kasarinlan ng Pilipinas　スペイン語：Declaración de Independencia de Filipinas）とは、エミリオ・アギナルド将軍率いるフィリピン革命軍が 1898年6月12日にCavite el Viejo（現在のカヴィテ州Kawit（英語版））において宣言した独立宣言書。